# 女は女である
『女は女である』（おんなはおんなである、仏: Une femme est une femme; 英: A Woman Is a Woman）は、1961年製作・公開の、ジャン＝リュック・ゴダール監督によるフランス・イタリア合作の長篇劇映画である。

## 概要

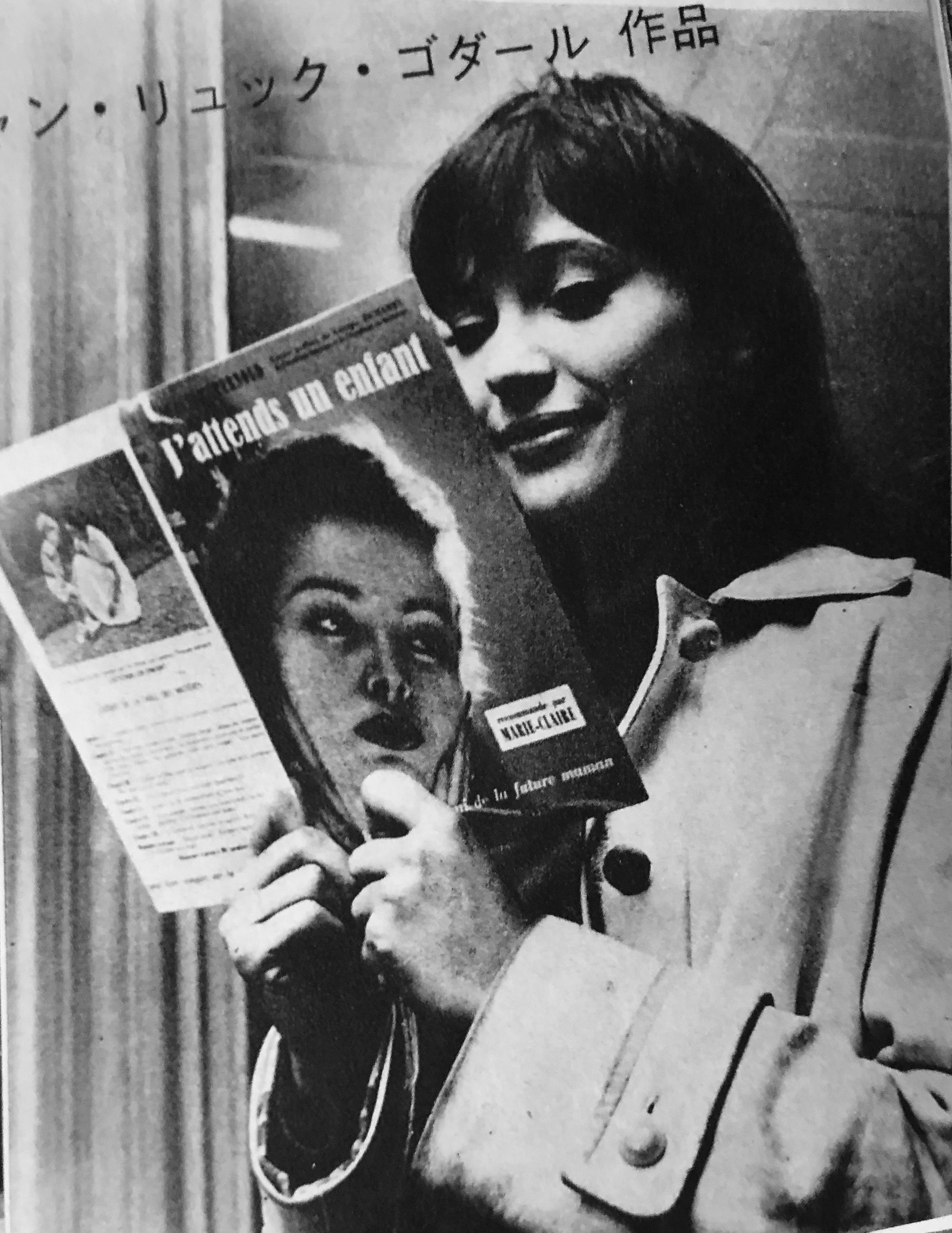
アンナ・カリーナ

ゴダールの長篇劇映画第3作。「ミュージカル・コメディ」と銘打って製作されたが、登場人物が音楽に合わせて歌い踊るシーンは一つもないうえ（主人公が伴奏なしで歌うシーンが１度あるのみ）、ミシェル・ルグランの流れるようなメロディを唐突に断ち切ったり、意図的に無音を作る演出がなされていることから、「ミュージカル」というジャンルそのものに対する風刺作品とも評されている。
アンナ・カリーナが出演したゴダール作品としては『小さな兵隊』（1960年）につぐ2作目となる。撮影はパリ市内のフォブール＝サン＝ドニ街、サン＝ドニ門などで行われた。
劇中にカリーナの「コレオグラフはボブ・フォッシー、共演はシド・チャリシーとジーン・ケリー」というセリフがあるように、アメリカ映画狂のゴダールがMGMのミュージカル映画から大量の引用を取り込み、イーストマンカラーのシネマスコープ（フランスコープ）で撮影されている。
1961年に西ドイツのベルリンで行なわれた第11回ベルリン国際映画祭で、本作は金熊賞にノミネートされ、コンペティションで正式上映された。結果、アンナ・カリーナが銀熊賞最優秀女優賞を、ゴダールが銀熊賞特別賞を、それぞれ獲得した。ゴダールの銀熊賞受賞は、前年の第10回ベルリン国際映画祭での『勝手にしやがれ』から2年連続の受賞である。
1964年9月18日には、アメリカのニューヨーク映画祭で上映された。

## ストーリー
エミール（ジャン＝クロード・ブリアリ）は、パリの小さな書店に勤める青年である。彼は、コペンハーゲンから来たばかりでフランス語の「R」がうまく発音できないストリップ・ダンサーのアンジェラ（アンナ・カリーナ）といっしょに暮らしている。ある日アンジェラが、突然、赤ちゃんが欲しいと言いだす。それも24時間以内に。ふたりは意見が合わず、アンジェラは、「それならほかの男に頼む」と啖呵を切る。エミールは動揺するが、勝手にしろと答えてしまう。
アンジェラもアンジェラで、彼女の住むアパルトマンの下の階に住む、駐車場のパーキングメーター係のアルフレード（ジャン＝ポール・ベルモンド）に頼むと宣言する。アルフレードはなにかとアンジェラにちょっかいを出していた。ある日、アンジェラはついにアルフレードと寝てしまう。
深夜、アンジェラがエミールと住むアパルトマンに帰ってくる。ふたりはベッドで黙り込む。エミールは、試しに自分の子をつくってみようとアンジェラを抱く。フレッド・アステアのダンスミュージカルが幕を閉じて終わるように、アンジェラは寝室のカーテンを閉じてみせる。

## エピソード
- 赤を基調としたセットのデザイン[4]を手がけたのは、本作の2年後の1963年に製作されたジャック・ドゥミ監督の『シェルブールの雨傘』で部屋ごとに色彩を変えてみせるベルナール・エヴァンである。
- バーの場面にカメオ出演する女優ジャンヌ・モローに、フランソワ・トリュフォーと撮影中の『突然炎のごとく』について、アルフレードを演じるジャン＝ポール・ベルモンドが尋ねるシーンが存在する。
- モローとベルモンドが主演したマルグリット・デュラス原作の『雨のしのび逢い』、トリュフォー監督の『ピアニストを撃て』に言及するセリフがあり、「早くしてくれ、テレビで『勝手にしやがれ』が見たいんだ」とのセリフも存在する[4]。
- 喫茶店のシーンでベルモンドがカリーナに聞かせる女性と手紙の話は、1965年公開のオムニバス作品『パリところどころ』の一篇『モンパルナスとルヴァロア』のストーリーにそのまま使われている。
- アルフレードのフルネーム「アルフレード・リュビーシュ Alfred Lubitsch」は、映画監督のアルフレッド・ヒッチコックの名と、同じく映画監督のエルンスト・ルビッチの姓を合わせたものである。
- 前年の1960年に公開されたルイ・マル監督の『地下鉄のザジ』に主演したカトリーヌ・ドモンジョは、「ザジ」のまま出演している。
- モローが登場するバーのオーナー役で出演しているエルネスト・メンツェルは、本作でスクリーンに登場以来、ゴダールの「ジガ・ヴェルトフ集団」時代の『ウラジミールとローザ』（1970年）に至るまで、ゴダール作品の常連となる。

## スタッフ
- 監督・脚本 : ジャン＝リュック・ゴダール
- 原案 : ジュヌヴィエーヴ・クリュニー
- 撮影監督 : ラウル・クタール
- 美術 : ベルナール・エヴァン
- 録音 : ギ・ヴィレット（フランス語版）
- 編集 : アニェス・ギユモ、リラ・エルマン
- 音楽 : ミシェル・ルグラン
- 挿入歌 : 
『のらくらもの』 Tu t'laisses aller (作・歌：シャルル・アズナヴール、編曲・演奏：ポール・モーリア、1960年発売)
『アンジェラのシャンソン』 Chanson d'Angela (歌：アンナ・カリーナ)
- スクリプター : シュザンヌ・シフマン
- スチル写真 : レイモン・コシュティエ（フランス語版）
- 助監督 : フランシス・コニャニー
- 製作主任 : フィリップ・デュサール
- プロデューサー : ジョルジュ・ド・ボールガール、カルロ・ポンティ
- 製作 : ローマ＝パリ・フィルム、ユーロ・インタナショナル・フィルム

## キャスト
- ジャン＝クロード・ブリアリ （エミール・レカミエ）
- アンナ・カリーナ （アンジェラ）
- ジャン＝ポール・ベルモンド （アルフレード・リュビーシュ）

ノンクレジット
- マリー・デュボワ（フランス語版） （アンジェラの友人）
- ニコル・パカン （シュザンヌ）
- エルネスト・メンツェル （バーのオーナー）
- ジャンヌ・モロー （バーにいる女）
- カトリーヌ・ドモンジョ （ザジ）
- マリオン・サロー（フランス語版） （売春婦その1）
- ジゼル・サンドレ （売春婦その2）
- ドロテ・ブランク（フランス語版） （売春婦その3）
- ドミニク・ザルディ（フランス語版） （偽盲目者その1）
- アンリ・アタル（フランス語版） （偽盲目者その2）
- カリン・バルム（フランス語版）